# Napoli Basket (2016)
El SS Napoli Basket, también conocido como Generazione Vincente Napoli o GeVi Napoli por motivos de patrocinio, es un equipo de baloncesto italiano con sede en la ciudad de Nápoles, en Campania. Fue fundado en 2016 y actualmente compite en la Serie A, la máxima división del baloncesto en Italia. Disputa sus encuentros en el PalaBarbuto de Nápoles, con capacidad para 5.500 espectadores.

## Historia
El Napoli Basket fue fundado en agosto de 2016 por la mano de Ciro Ruggiero, que trasladó el equipo Cilento Basket Agropoli desde Agropoli a Nápoles, inscribiéndolo en la Serie B bajo el nome de Cuore Napoli Basket. Los napolitanos lograron ascender a la Serie A2, tras finalizar primeros en el Grupo C de la temporada regular y ganarle al Bergamo Basket 2014 en la final de los playoffs. En la misma temporada, el equipo ganó la Copa Italia LNP.
A finales de la temporada 2017-18, no pudieron superar los playouts y bajaron a la Serie B. Se produjo un cambio de liderazgo, que pasó a los empresarios Federico Grassi y Francesco Tavassi; Gianluca Lulli fue contratado para entrenar al equipo. En el campeonato de Serie B 2018-2019, el Napoli Basket finalizó la temporada regular en el sexto lugar (Grupo D) con 36 puntos; gracias a esto, disputó los playoffs, pero perdió en las semifinales ante Pallacanestro Palestrina.
En junio de 2019, la entidad anunció la adquisición de los derechos deportivos de Legnano Basket Knights, obteniendo el derecho de competir en el campeonato de Serie A2 2019-20. El Napoli finalizó la temporada regular en el octavo puesto; sin embargo, el campeonato fue suspendido por la pandemia de COVID-19. La temporada siguiente, tras finalizar en el segundo lugar en el Grupo Rojo de Serie A2 y primero del Grupo Blanco, los azzurri ganaron la final del playoff contra Apu Udinese, ascendiendo a la Serie A. Además, el club se consagró campeón de la Copa Italia LNP de Serie A2, ganando por 80 a 69 al mismo Apu Udinese en la final.
La temporada 2021-22, la primera disputada en la máxima división italiana, concluyó con la permanencia lograda en la penúltima fecha de la liga, a expensas del Fortitudo Bologna que, derrotado, descendió matemáticamente a la Serie A2. El Napoli también aseguró la permanencia durante la siguiente temporada, terminando en la duodécima posición.
La temporada 2023-2024 vio al Napoli Basket realizar una verdadera revolución societaria. Alessandro della Salda entró como Mánager General, mientras que Igor Miličić llegó al banquillo como entrenador. Una revolución que llevó al equipo napolitano a conquistar la Copa de Italia de 2024.

## Nombres

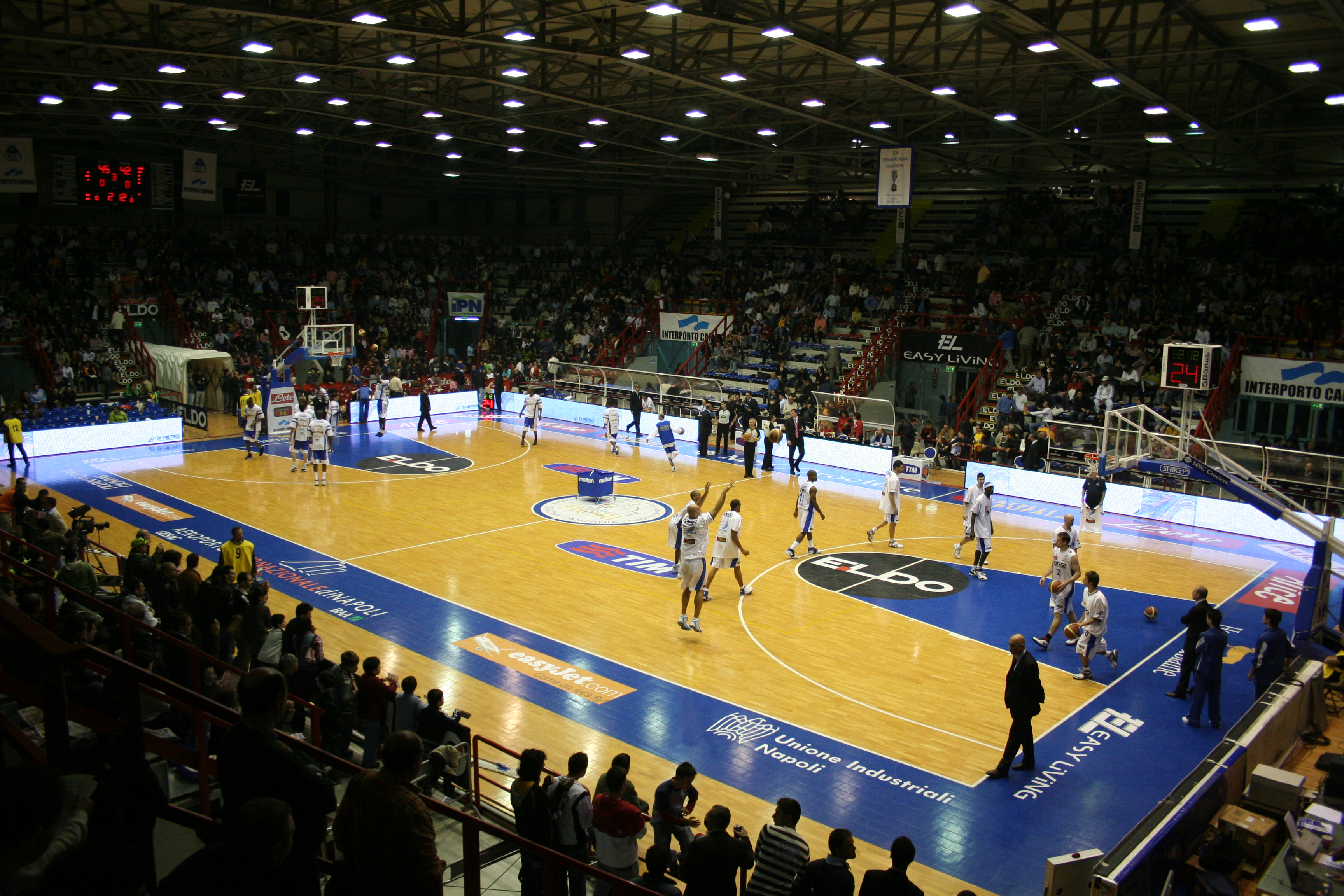
El PalaBarbuto, sede de los encuentros como local del Napoli Basket.

- Cuore Napoli Basket

(2016-2018)
- Napoli Basket

(2018-)

## Palmarés

### Títulos nacionales
- 1 Copa de Italia: 2024.
- 1 Copa Italia LNP de Serie A2: 2021.
- 1 Copa Italia LNP de Serie B: 2017.

## Posiciones en Liga
- 2016-17: 1.º Serie B, Grupo C
- 2017-18: 15.º Serie A2, Grupo Oeste
- 2018-19: 6.º Serie B, Grupo D [16]
- 2019-20: 8.º Serie A2, Grupo Oeste
- 2020-21: 1.º Serie A2, Grupo Blanco; gana los playoffs
- 2021-22: 14.º Serie A
- 2022-23: 12.º  Serie A
- 2023-24: 9.º Serie A
- 2024-25: 14.º Serie A

## Organigrama
- Presidente: Federico Grassi
- Vicepresidente: Flavio D'Isanto
- Administrador Delegado: Alfredo Amoroso
- Mánager General: Alessandro della Salda[17]